# Вантажівки (фільм, 1997)
«Вантажівки» (англ. Trucks) — канадський фантастичний трилер, знятий в 1997 році режисером Крісом Томсоном, друга екранізація оповідання Стівена Кінга «Вантажівки».

## Сюжет
Глухе містечко в середині Сполучених Штатів Америки. Єдиний спосіб привабити туристів — легенди про те, що тут часто з'являються НЛО. Група туристів стикається з незвичайним явищем: на них нападає величезна вантажівка-рефрижератор, що пересувається без водія.
Однак незабаром виявляється, що манія вбивства і здатність пересуватися самостійно охоплює всі вантажівки в околицях, навіть іграшкові. Туристи та місцеві мешканці опиняються відрізані від зовнішнього світу, а армада важких вантажівок намагається їх знищити.
Наприкінці безпілотний вертоліт здійснює порятунок

## У ролях
- Тімоті Басфілд — Рей Портер
- Бренда Баккі — Гоуп Лекстон
- Ейдан Дівайн — водій Боб
- Роман Подхора — Тед Тіммі
- Джей Бразо — Джек
- Брендан Флетчер — Логан Портер
- Емі Стюарт — Еббі Тіммі
- Віктор Кові — Джордж Портер
- Шарон Байєр — Джун Єгер
- Джонатан Баррет — Бред Єгер